# Janine Monterrain
Janine Monterrain, née le 3 avril 1942 à Chamonix, est une skieuse alpine française. Elle prend part aux Jeux olympiques 1960 à seulement 18 ans prenant notamment une 13e place en slalom géant. Après avoir mis un terme à sa carrière sportive, elle devient professeure de ski.

## Palmarès

### Jeux olympiques
| Épreuve / Édition    | Descente | Slalom géant | Slalom |
| -------------------- | -------- | ------------ | ------ |
| JO 1960 Squaw Valley | 38e      | 13e          | —      |

### Championnats du monde
| Épreuve / Édition    | Descente | Slalom géant | Slalom | Combiné |
| -------------------- | -------- | ------------ | ------ | ------- |
| JO 1960 Squaw Valley | 38e      | 13e          | —      | —       |